# Draco Spur
Der Draco Spur ist ein 1 km langer Gebirgskamm auf der Alexander-I.-Insel westlich der Antarktischen Halbinsel. Er erstreckt sich südlich des Fafnir Ridge am nördlichen Ende der Finlandia Foothills
Das UK Antarctic Place-Names Committee benannte ihn 2018. Namensgebend ist das lateinische draco für Drache.